# Костенски водопад
Костенски (Костенецки) водопад е водопад в планината Рила.
Намира се по течението на Стара река на около 3 километра южно от село Костенец и на 35 километра от Боровец (GPS Coordinates N42°14'58.3" E23°48'20.2"). Водният пад има височина от 12 метра В непосредствена близост до водопада има топли минерални извори.
През 1917 година Иван Вазов прекарва лятото в Костенец и е вдъхновен от околната природа да напише стихосбирката „Юлска китка“, заедно с по-късния му цикъл стихове „Дисонанси“ издадена отново през 1921 година под заглавие „Какво пее планината“. На Костенския водопад са посветени 2 от стихотворенията: „Над водопада“ и „Водопадът плаче“.
През 1974 година водопадът е обявен за природна забележителност.

## Други
На Костенския водопад е наречена улица в София (Карта).